# 西夏書事
《西夏書事》，清朝人吳廣成撰。
《西夏書事》以綱目體編寫，吳廣成有感遼、金、西夏與宋並存多年，但唯獨西夏以蕃書記事，國亡後文事失傳，而《宋史》、《遼史》、《金史》三書的附傳又不詳盡，故他編寫《西夏書事》來補充史料不足。書內記載自拓跋思恭於中和元年（881年）起兵討伐黃巢，經淳化二年（991年）李繼遷被封為西平王立國、李元昊於大慶三年（1038年）稱帝，止於紹定四年（1231年）西夏故臣王立之藏匿申州。